# Josep Oriol Barrau i Esplugas
Josep Oriol Barrau i Esplugas (Barcelona, 1814 - Girona, 1900) fou un industrial gironí del segle xix. Germà de Teresa Barrau (casada amb Laureà Figuerola), de Joan Barrau i Esplugues i d'Antoni Barrau (soci de la foneria Planas).
Es va fer càrrec de la filatura de cotó que havia heretat la seva germana, després de la mort sobtada del seu primer marit, Pau Bosch. Es conegué des de llavors com la fàbrica Can Barrau. Amb el temps va acabar esdevenint un dels empresaris actius de la Girona del segle xix. El 1861 va crear la fàbrica de gas Barrau i Cia.. El seu èxit fou tal que va acabar entrant al consell d'administració del Banc d'Espanya i fou un dels prohoms que va impulsar el Banc de Girona. El gas, però, va entrar en crisi per la ràpida electrificació de Girona entre 1885 i 1886. També l'empresa de filats va entrar en crisi fins que la va adquirir l'italià Cristòfol Grober el 1899, que la va renovar amb profunditat.
També va ser regidor de l'ajuntament de Girona, i membre de diverses entitats.